# Тимелійка рудокрила
Тиме́лійка рудокрила (Ptilocichla falcata) — вид горобцеподібних птахів родини Pellorneidae. Ендемік Філіппін.

## Опис
Довжина птаха становить 20 см. Лоб яскраво-рудий, тім'я і потилиця рудувато-каштанові. Від дзьоба до очей ідуть чорні смуги, навколо очей чорні плями. Крила і хвіст яскраві, рудувато-каштанові. Пера на спині та на надхвісті видовжені, чорні з широкими білими стрижнями. Горло біле, під дзьобом вузькі чорні «вуса». Решта нижньої частини тіла чорнувата, пера з білими стрижнями. Дзьоб і лапи чорні.

## Поширення і екологія
Рудокрилі тимелійки є ендеміками Палавану. Вони живуть в підліску вологих рівнинних тропічних лісів, поблизу струмків, річок і ярів. Зустрічаються переважно на висоті до 800 м над рівнем моря, на горі Вікторія на висоті до 1350 м над рівнем моря.

## Збереження
МСОП класифікує цей вид як вразливий. За оцінками дослідників, популяція рудокрилих тимелійок становить від 15 до 30 тисяч птахів. Їм загрожує знищення природного середовища.